# Susanne Rompza
Susanne Rompza (...) è un'ex schermitrice svizzera, vincitrice di una medaglia di bronzo ai campionati mondiali di scherma.